# Falsa analogie
Falsa analogie (uneori slaba analogie) este o eroare logică ce se aplică la argumentele inductive. Este des confundată cu o eroare logică formală, dar nu este așa, deoarece falsa analogie constă într-o eroare de conținut și nu o eroare în structura logică a argumentului.
Într-o analogie, două concepte, obiecte, sau evenimente se propun ca fiind similare în natură (A și B) și se arată că au o relație comună cu o altă proprietate. Premisele sunt că A are proprietatea X și de aceea B de asemenea are proprietatea X, deoarece s-a convenit că A și B sunt similare. În falsa analogie, totuși A și B pot fi similare în unele privințe (de exemplu culoare) totuși să nu aibă în comun proprietatea X (de exemplu dimensiune). De aceea, chiar dacă banana și soarele putem spune că au culoarea galbenă, nimeni nu poate spune că au aceleași dimensiuni. În multe limbi ale popoarelor există expresii care denunță analogiile sau comparațiile invalide. De exemplu "compari bunica cu broasca" în limba sârbă, "compari merele cu portocalele" în limba engleză, "ca baba și mitraliera" în românește.

## Logica
Structura argumentului este de genul:
A și B sunt similare.
A are caracteristica X.
Prin urmare, B are caracteristica X.

## Exemple
Ca exemplu clasic avem argumentul din design:
Universul este ca un ceasornic complex.
Un ceasornic trebuie să fie proiectat de un ceasornicar.
Prin urmare, universul trebuie că a fost proiectat de un Creator.
Chiar dacă universul poate să pară ca un ceasornic care este foarte complex, asta nu justifică să afirmăm că universul și ceasornicul au avut origini similare. De aceea majoritatea oamenilor de știință și filozofii nu acceptă această analogie cunoscută și sub numele de argument din design, aceasta în mod special fiind cunoscută ca Analogia cu Ceasornicarul.
Schimbând termenii, eroarea logică devine mai evidentă:
Universul este ca un ceasornic complex.
Multe din ceasornicele străvechi au fost construite de meșteri fierari.
Prin urmare, universul a fost construit de un fel de meșter fierar.
Structura argumentului este similar, dar acum putem vedea mai ușor evoluția ceasornicelor de la mecanisme mai simple la altele mai complexe. Falsa analogie devine și mai evidentă daca se compară încuietorile cu ceasornicele și apoi încuietorile cu universul. Trebuie de asemenea notat că mulți dintre ceasornicari au fost armurieri.

## Vezi
Logică